# Malabar (del av en befolkad plats)
Malabar är en del av en befolkad plats i Australien. Den ligger i kommunen Randwick och delstaten New South Wales, i den sydöstra delen av landet, omkring 12 kilometer söder om delstatshuvudstaden Sydney. Antalet invånare är 4 689.
Trakten är tätbefolkad. Närmaste större samhälle är Sydney, omkring 12 kilometer norr om Malabar. 
Genomsnittlig årsnederbörd är 1 507 millimeter. Den regnigaste månaden är juni, med i genomsnitt 232 mm nederbörd, och den torraste är juli, med 39 mm nederbörd.